# Saccheggio di Isfahan
Il saccheggio di Isfahan fu un massacro compiuto nel 1387 da parte dei Mongoli di Tamerlano durante la conquista della Persia, per sedare una rivolta.
Dopo la morte dello scià di Persia Hodshah, Tamerlano avanzò verso la città di Isfahan per farsi rendere omaggio dal successore, che però fuggì, lasciando la popolazione alla mercé di Tamerlano.
La città, sapendo di non riuscire a sostenere un assedio, aprì le porte a Tamerlano e i capi accettarono di pagare il tributo da lui imposto e una guarnigione di occupazione. 
Tuttavia i cittadini, adirati per il tributo, attaccarono i soldati Mongoli e ne uccisero diverse migliaia, allora Tamerlano tornò in città con un esercito di 70 000 soldati e per rappresaglia ordinò che ogni soldato gli portasse la testa di uno degli abitanti. Così fu fatto e 70 000 teste furono impilate a formare una piramide sulle mura di Isfahan.